# Kanat Uigur
El kanat Uigur com estat es va fundar després del 744, quan Kutlugh Bilgä va assolir el poder al kanat dels Turcs Orientals. Els uigurs llavors anomenats turgach (o toläch) era només un dels pobles d'arrel turca del kanat (vegeu Turgach) però ara es posaven al capdavant d'un estat en un moment en què la dinasta xinesa dels Tang, després de la batalla del Talas (751), s'enfonsava. Bilgä va morir entre el 746 i el 756 però va aconseguir establir els fonaments del poder uigur.

## Grandesa del kanat
El 742, els uigurs, els karlucs i els basmils es van rebel·lar contra el Segon Kaganat Turc. El 744, els basmils van capturar Ötüken, la capital turca d'Ötüken matant el kagan Ozmich. Més tard aquell any es va formar una aliança de uigurs i karlucs que va derrotar els basmils, matant el seu kagan i fent desaparèixer els basmils com a poble, i Kutlugh Bilgä va establir el kanat Uigur a la conca de l'Orkhon. Les hostilitats entre els uigurs i els karluks van forçar els karlucs a emigrar cap a l'oest cap a Jetissú i a entrar en conflicte amb els türgesh, als quals van derrotar i conquerir el 766.
L'any 751, la Dinastia Tang va patir una derrota estratègica contra els àrabs a la batalla de Talas i els Tang es van retirar d'Àsia Central, permetent als uigurs emergir com la nova potència dominant. Un cap dels kitan, An Lu Shan, es va apoderar de Luoyang el 755 i va proclamar la Dinastia Yan. L'emperador Xuanzong va fugir de Chang'an cap a Jiangnan que caigué en mans dels revoltats, mentre el seu fill Li Heng va anar a Lingwu on, el 12 d'agost va ser declarat emperador Suzong.
Quan l'exèrcit Yan havia capturat la major part del nord de la Xina el 756, les forces Tang restants es van reunir al voltant de Suzong a Lingwu, i el 757, amb les forces Yan delmades després del setge de Suiyang i costoses campanyes a Shanxi, el maig de 757 els Tang van ser derrotats a la batalla de Qingqu. L'emperador Suzong va demanar ajut als uigurs que dominaven Mongòlia, on ja governava Bayanchur, el successor de Kutlugh Bilgä, a canvi de permís per saquejar la regió de Chang'an un cop recuperada. Els 4.000 genets uigurs van arribar a Fengxiang per unir-se a les forces d'elit Tang i van atacar primer Chang'an, que van recuperar el 29 d'octubre després de la batalla del Temple Xiangji, convertint-la de nou en la capital Tang. Suzong va negociar amb els uigurs en lloc de saquejar Chang'an, fer-ho amb Luoyang, la capital Yan. Els Yan es van retirar a Luoyang perseguits per les forces Tang i uigur, però foren derrotats a la batalla del Pas Tong el 30 de novembre i entrant a Luoyang el 3 de desembre, que va patir un fort saqueig dels uigurs. Els uigurs van retornar a casa i l'ofensiva es va aturar. Els xinesos van rebre també l'ajut del rei de Khotan, Wei-tcho Cheng. L'emperador va donar al kan uigur molts títols i honors i li va prometre 20.000 peces de seda cada any, però la guerra civil a la Xina va continuar.
L'any 758, els uigurs van dirigir la seva atenció al kaganat kirguís de l'alt Ienissei. Bayanchur va destruir diversos dels seus llocs avançats comercials i finalment va destruir un exèrcit kirguís i executar el seu kan, passant al domini del kanat uigur, però els kirguisos van passar gran part del temps e rebel·lió. L'any 759 els uigurs van intentar ajudar els Tang a acabar amb els rebels, però van fracassar.
El successor de Bayanchur en 759 fou Bögü Qaghan. Aquest kan fou temptat per Shi Chaoyi, l'emperador Yan i va marxar a la Xina amb intenció de contribuir a la lluita contra els imperials, però pel camí un hàbil diplomàtic xinès el va fer canviar d'idea, i va tornar a l'aliança amb els Tang per compte dels quals va reconquerir Luoyang als rebels el 20 de novembre del 762; la ciutat però fou saquejada conscientment. Així esdevingué més que un aliat, un protector de la dinastia, o almenys un aliat perillós. Va tornar a Mongòlia el març del 763.
L'any 765 Chang'an va ser assetjada per una aliança de l'Imperi Tibetà i el Kanat Uigur però els uigurs van trencar la seva aliança i Takdra Lukhong va ser derrotat per les forces aliades xineso-uigurs dirigides per Guo Ziyi i va haver de retirar-se.

## Maniqueisme i civilització
Bögü Qaghan va conèixer a Luoyang a missioners maniqueus d'origen sogdià, que el van convertir al maniqueisme; els seguidors d'aquesta religió, a grans trets una barreja de mazdeisme i cristianisme, era perseguida a l'Iran i Mesopotàmia pels àrabs i es va trobar sobtadament com la religió dirigent del kanat més poderós de l'Àsia central que governava Mongòlia. El maniqueisme va esdevenir religió d'estat i un alt dignatari maniqueu de Sogdiana es va instal·lar a la cort com a cap de la nova església
El kanat Uigur va romandre la potència hegemònica de l'Àsia central sota els següents kans mentre la Xina reculava: el 787 els tibetans van expulsar a la guarnició de la Dinastia Tang de Kudjha, però en foren expulsats pels uigurs; els tibetans van atacar el 791 la fortalesa fronterera xinesa de Ling-wou prop de Ning-hia al Kansu (Gansu) i altre cop fou mercès als uigurs que foren refusats. Alp Kutlugh (anomenat pels xinesos com Ho Ko-tou-lou) va demanar la mà d'una princesa imperial que va obtenir ràpidament, ja que el tractament era força igualitari. El 790 el va succeir Taras Bolmish Kutlugh Bilgä un mesos per donar pas a Aichur Kutlugh Bilgä (791-794) i el 794 breument pel seu germà i després Azho, però després d'aquests curts regnats va pujar al tron Kutlugh II Bilgä (795-805). El 805 va pujar al tron Tangri Bilgä (805-808), i Ai Tangri (808-821). D'aquest darrer, un elogi del qual es pot llegir en xinès, sogdià i turc a les inscripcions de Qara Balgasun a la riba esquerra de l'Orkhon, se sap que va demanar la mà d'una princesa imperial xinesa, però la concessió va demorar i finalment aquesta princesa es va casar amb el seu fill i successor Kun Tangri (821-824).
El maniqueisme anava civilitzant als uigurs. La inscripció de Qara Balgasun diu "aquest país de costum bàrbares, ple de recs de sang, s'ha transformat en un país que s'alimenta de llegums, el país on es matava s'ha transformat en un país on s'estimula fer el bé". Ambaixades uigurs van anar a la cort xinesa (que se sàpiga el 770, 771 i 807) i es van erigir en protector de les comunitats maniquees a la Xina; la darrera va demanar l'establiment de temples a Lo-yang i T'ai-yuan
Vers el 800 els uigurs van sotmetre el país de Turfan, Qarashahr i tota la regió on existien pròsperes comunitats maniquees testimoniades per les restes artístiques (frescos i miniatures), especialment a Idiqutchäri i a Murtuq Bäzäklik, a la regió de Turfan on es representa a un príncep uigur de Turfan del segle x, de nom Bughra Sali Tutuq. També a la mateixa zona s'han trobar frescos nestorians que tenien fortes comunitats a la regió testimoniats entre 840 i el començament del segle x, quan els uigurs es van traslladar massivament a Turfan. Els uigurs van copiar dels sogdians l'alfabet, derivat del siríac, que fou adaptat i va donar lloc a l'escriptura uigur que al segle ix va substituir al vell alfabet turc; amb aquest alfabet es va poder crear una literatura nacional, la primera en una llengua turcòfona, i van traduir de l'iranià diversos texts maniqueus, i dels sànscrit, del kutxeu i del xinès diversos textos budistes. Això va convertir als uigurs en l'elit cultural dels pobles turcs.

## Enfonsament
Els Uigurs encara van conservar el mateix poder sota els kans Zhaoli Qaghan, Zhangxin Qaghan i Qasar Qaghan. El poder era cada cop més dèbil i el regnat del darrer va acabar quan el kaganat kirguís de l'alt Ienissei entre Minussinsk i el llac Kosso Gol, familiars de la Dinastia Tang, van llançar una guerra, es van apoderar de la capital Qara Balgasun i van matar el kan Qasar Qaghan el 840.
Els uigurs van fugir en dos grups. Un grup de 30.000 persones liderat per l'aristòcrata Ormïzt va buscar refugi al territori Tang però l'Emperador Wuzong de Tang va ordenar que es tanquessin les fronteres. L'altre grup, de 100.000 homes, liderat per Ughe Tegin, fill de Baoyi i el nou khagan del derrotat Kanat Uigur, també va fugir al territori Tang exigint una ciutat Tang com a residència, la protecció dels maniqueus i menjar. Wuzong va trobar les demandes inacceptables i es va negar, i va concedir asil a Ormïzt a canvi de l'ús de les seves tropes contra Ughe. Dos anys més tard, Wuzong va ampliar la l'ordre de prohibir cristianisme, zoroastrisme, i especialment el budisme.
Els uigurs es van retirar progressivament cap a la regió de Turfan entre 840 i 847. Els Tang, fins llavors temorosos dels uigurs, van aprofitar la situació per eliminar els maniqueus mitjançant una persecució que els va massacrar el 843. El 846, el penúltim kagan uigur, Ughe Tegin, va ser assassinat després d'haver passat el seu regnat de 6 anys lluitant contra els kirguisos, els partidaris del seu rival Ormïzt i les tropes de la dinastia Tang. El seu germà, Enian Tegin, va ser derrotat decisivament per les forces Tang l'any 847.
El grup kirguís es va instal·lar a Mongòlia, a l'alt Orkhon, a l'entorn de Qara Balgasun, i s'hi van mantenir fins al 920 en què en foren expulsats pels kitan i rebutjats cap a les estepes del Ienissei. La darrera resistència uigur a Mongòlia contra els kirguís es va acabar vers el 874.
Els uigurs es van instal·lar als oasis al nord del Tarim, a Turfan, Kudjha, Qarashahr. Un altre grup uigur coneguts com els Sary-Uigur es van establir entre 860 i 866 al Gansu occidental i a la regió de Kan-Chou, on el kan es va titular qaghan. Almenys a Kan-Chou van abandonar el maniqueisme i van esdevenir budistes. Aquest kanat va durar fins al 1028. Però de més llarga durada fou el kanat del nord del Tarim que es va estendre fins al segle xiii. També aquí el maniqueisme va perdre posicions i al segle xiii els uigurs eren budistes o nestorians.
Al segle xii els uigurs eren vassalls dels kara khitai; els seus sobirans portaven el títol de iduq qut o idiqut (santa majestat) agafat dels turcs basmil que el portaven al segle viii quan van dominar aquesta mateixa regió. El 1209 el idiqut Bartchuq va rebutjar reconèixer la sobirania del gur khan kara khitai i va acceptar la de Genguis Kan; el comissari del gurkhan a Uigúria, Chaukam, que residia a Turfan o a Kara-Khodja, fou assassinat. Genguis Kan, que tenia simpatia per la cultura uigur, va donar la mà de la seva filla Alaltun (o Altun-baki) al idiqul.

## Llista de kans
- Kutlugh Bilgä 744-746/756
- Bayanchur 746/756-759
- Bögü Qaghan 759-780
- Tun Baga Tarkhan 780-789
- Külüg Qaghan 790
- Qutluq Bilge Qaghan 790-794
- Germà d'Aichur 794
- Azho 794-795
- Kutlugh II Bilgä 795-805
- Tangri Bilgä 805-808
- Ai Tangri Quot Bulmish 808-821
- Kun Tangri Ulugh Bulmish 821-824
- Zhaoli Qaghan 824-832
- Zhangxin Qaghan 833-839
- Qasar Qaghan 839-840
- Ughe Tegin 840-846
- Enian Tegin 846-847
- Mangli 847-857
- Pu-Ku 864-874

### Kanat Sary-Uigur de Gansu
- Desconeguts vers 860-930
- Kul Bilgä Tangri Khan vers 930-947
- Tangri Bogu Tangrikan 947-948
- Desconeguts 948-981
- Arslan Khan 981-985
- Als Xi-Xia (tangut) 985

### Kanat Sary-Uigur de Kan-Chou
- Desconeguts vers 860-920
- Jen-mei I vers 920-924
- Ti-yin 924-926
- Atuyu 926-?
- Jen-yu Shun hua Khagan ? -933
- Jen-mei II Feng hua 933-940
- Desconeguts 940-961
- Ching-Chiung 961-976
- Yehloho Sha-chao 976-1004
- Yehloho Chung-shun Pao-te 1004-1016
- Yehloho Kueiha 1016-1023
- Yehloho tung-shun 1023-1025
- Pao-Kuo Yeh-lo-ko 1025-1028
- Als Xi Xia (tangut) 1028